# James Bachman
James Hamilton Bachman (ur. 24 lutego 1972 w Cuckfield) – brytyjski aktor, scenarzysta i komik. Ma na swoim koncie liczne występy w serialach i programach telewizyjnych i radiowych. Wystąpił w takich programach jak That Mitchell and Webb Look, Saxondale, Bleak Expectations czy Sorry. I've Got No Head. Miał też swój udział w filmie Transformers: Wiek zagłady.
Jest wnukiem Mary Margaret Kaye. Jest obywatelem zarówno Wielkiej Brytanii jak i USA.